# Barbara Imiołczyk
Barbara Imiołczyk (ur. 20 sierpnia 1951 w Blachowni) – polska polityk, ekspert z zakresu samorządu terytorialnego, posłanka na Sejm II i III kadencji.

## Życiorys
Ukończyła w 1976 studia na wydziale filologicznym Uniwersytetu Wrocławskiego. Na początku lat 90. pełniła funkcję wiceprezydenta Będzina. Była posłanką na Sejm II i III kadencji z okręgu sosnowieckiego z ramienia Unii Demokratycznej i Unii Wolności. M.in. przewodniczyła Komisji Samorządu Terytorialnego i Polityki Regionalnej. W 2001 bez powodzenia ubiegała się o reelekcję, jednak UW nie uzyskała mandatów w Sejmie.
W latach 2005–2006 należała do rady politycznej Partii Demokratycznej, później wycofała się z działalności partyjnej. W 2007 weszła w skład rady programowej reaktywowanego przez Stefana Bratkowskiego Konwersatorium Doświadczenie i Przyszłość.
Od 2001 pełniła funkcję prezesa zarządu Fundacji Rozwoju Demokracji Lokalnej, założonej przez Jerzego Regulskiego i zajmującej się wspieraniem rozwoju samorządu terytorialnego i społeczeństwa obywatelskiego, w tym ruchu organizacji pozarządowych. Następnie została dyrektorem Polskiego Instytutu Demokracji Lokalnej. Rzecznik praw obywatelskich Irena Lipowicz w 2011 powołała ją na stanowisko głównego koordynatora ds. komisji ekspertów i rad społecznych przy RPO. Później w strukturze Biura RPO obejmowała stanowiska dyrektora Zespołu ds. Równego Traktowania i Ochrony Praw Osób z Niepełnosprawnościami oraz dyrektora Centrum Projektów Społecznych.
Współredaktorka monografii pt. Uszanujmy zmarłych. Problematyka ochrony starych cmentarzy i perspektyw prawa pogrzebowego (wspólnie z Joanną Troszczyńską-Reyman i Tadeuszem J. Zielińskim).

## Odznaczenia i wyróżnienia
W 2004 odznaczona Krzyżem Kawalerskim Orderu Odrodzenia Polski, a w 2009 Krzyżem Oficerskim tego orderu. W 2015 została wyróżniona Odznaką Honorową za Zasługi dla Samorządu Terytorialnego. W 2001 została uhonorowana Nagrodą im. Grzegorza Palki.